# (35618) Tartu
Pour les articles homonymes, voir Tartu (homonymie).
(35618) Tartu est un astéroïde de la ceinture principale.

## Description
(35618) Tartu est un astéroïde de la ceinture principale. Il fut découvert le 25 avril 1998 à La Silla par Eric Walter Elst. Il présente une orbite caractérisée par un demi-grand axe de 3,00 UA, une excentricité de 0,24 et une inclinaison de 14,9° par rapport à l'écliptique.

## Compléments